# 全日本吹奏楽コンクール全国大会・高校Aの部金賞受賞校一覧
全日本吹奏楽コンクール全国大会・高校Aの部金賞受賞校一覧（ぜんにっぽんすいそうがくコンクールぜんこくたいかい・こうこうＡのぶきんしょうじゅしょうこういちらん）では、一般社団法人 全日本吹奏楽連盟・朝日新聞社主催「全日本吹奏楽コンクール」の全国大会 高校Aの部 金賞受賞校及び特別演奏校・不出場校を掲載する。

## 一覧

### 第4～49回
| 第4回（1956年）会場：大阪府立体育館（大阪府）        | 第4回（1956年）会場：大阪府立体育館（大阪府） | 第4回（1956年）会場：大阪府立体育館（大阪府） | 第4回（1956年）会場：大阪府立体育館（大阪府） |
| ---------------------------------------------------- | --------------------------------------------- | --------------------------------------------- | --------------------------------------------- |
| 関西支部                                             | 奈良県                                        | 天理スクールバンド                            | 指揮：矢野清                                  |
| 第5回（1957年）会場：両国国技館（東京都）            |                                               |                                               |                                               |
| 関西支部                                             | 奈良県                                        | 天理スクールバンド                            | 指揮：矢野清                                  |
| 第6回（1958年）会場：名古屋市公会堂 (愛知県)         |                                               |                                               |                                               |
| 関西支部                                             | 奈良県                                        | 天理スクールバンド                            | 指揮：矢野清                                  |
| 第7回（1959年）会場：八幡市民会館 (福岡県)           |                                               |                                               |                                               |
| 関東地区                                             | 埼玉県                                        | 埼玉県立大宮工業高等学校                      | 指揮：秋山紀夫                                |
| 第8回（1960年）会場：フェスティバルホール (大阪府)   |                                               |                                               |                                               |
| 関西支部                                             | 奈良県                                        | 天理スクールバンド                            | 指揮：矢野清                                  |
| 第9回（1961年）会場：台東区体育館 (東京都)           |                                               |                                               |                                               |
| 関東地区                                             | 埼玉県                                        | 埼玉県立大宮工業高等学校                      | 指揮：秋山紀夫                                |
| 第10回（1962年）会場：富士製鉄体育館                 |                                               |                                               |                                               |
| 関西地区                                             | 大阪府                                        | 大阪市立天王寺商業高等学校                    | 指揮：泉庄右衛門                              |
| 第11回（1963年）会場：岐阜市民センター (岐阜県)      |                                               |                                               |                                               |
| 東海地区                                             | 愛知県                                        | 東邦高等学校                                  | 指揮：稲垣信哉                                |
| 第12回（1964年）会場：高松市民会館 (香川県)          |                                               |                                               |                                               |
| 関西支部                                             | 奈良県                                        | 天理高等学校                                  | 指揮：矢野清                                  |
| 第13回（1965年）会場：長崎市公会堂 (長崎県)          |                                               |                                               |                                               |
| 関西支部                                             | 奈良県                                        | 天理高等学校                                  | 指揮：矢野清                                  |
| 第14回（1966年）会場：宮城県民会館 (宮城県)          |                                               |                                               |                                               |
| 関西支部                                             | 奈良県                                        | 天理高等学校                                  | 指揮：谷口眞                                  |
| 第15回（1967年）会場：東京厚生年金会館 (東京都)      |                                               |                                               |                                               |
| 九州支部                                             | 福岡県                                        | 福岡電波高等学校                              | 指揮：尾木恒雄                                |
| 第16回（1968年）会場：ロームシアター京都 (京都府)    |                                               |                                               |                                               |
| 九州支部                                             | 福岡県                                        | 福岡電波高等学校                              | 指揮：尾木恒雄                                |
| 第17回（1969年）会場：名古屋市公会堂 (愛知県)        |                                               |                                               |                                               |
| 関西支部                                             | 奈良県                                        | 天理高等学校                                  | 指揮：谷口眞                                  |
| 第18回（1970年） 会場：渋谷公会堂 (東京都)           |                                               |                                               |                                               |
| 関西支部                                             | 奈良県                                        | 天理高等学校                                  | 指揮：谷口眞                                  |
| 東北支部                                             | 秋田県                                        | 秋田県立花輪高等学校                          | 指揮：佐藤修一                                |
| 北陸支部                                             | 富山県                                        | 富山県立富山商業高等学校                      | 指揮：坪島照信                                |
| 西部支部                                             | 福岡県                                        | 福岡県立嘉穂高等学校                          | 指揮：竹森正貢                                |
| 東京支部                                             | 東京都                                        | 東京都立板橋高等学校                          | 指揮：田中祥治                                |
| 第19回（1971年） 会場：フェスティバルホール (大阪府) |                                               |                                               |                                               |
| 西部支部                                             | 沖縄県                                        | 沖縄県立首里高等学校                          | 指揮：富原守哉                                |
| 北陸支部                                             | 富山県                                        | 富山県立富山商業高等学校                      | 指揮：坪島照信                                |
| 関西支部                                             | 奈良県                                        | 天理高等学校                                  | 指揮：谷口眞                                  |
| 第20回（1972年） 会場：普門館 (東京都)               |                                               |                                               |                                               |
| 西部支部                                             | 福岡県                                        | 福岡県立嘉穂高等学校                          | 指揮：竹森正貢                                |
| 関西支部                                             | 奈良県                                        | 天理高等学校                                  | 指揮：谷口眞                                  |
| 東北支部                                             | 秋田県                                        | 秋田県立花輪高等学校                          | 指揮：佐藤修一                                |
| 東海支部                                             | 静岡県                                        | 静岡県立浜松工業高等学校                      | 指揮：遠山詠一                                |
| 第21回（1973年） 会場：名古屋市民会館 (愛知県)       |                                               |                                               |                                               |
| 東海支部                                             | 愛知県                                        | 名古屋電気工業高等学校                        | 指揮：松井郁雄                                |
| 西部支部                                             | 福岡県                                        | 福岡県立嘉穂高等学校                          | 指揮：竹森正貢                                |
| 東海支部                                             | 静岡県                                        | 静岡県立浜松工業高等学校                      | 指揮：遠山詠一                                |
| 関西支部                                             | 奈良県                                        | 天理高等学校                                  | 指揮：谷口眞                                  |
| 東北支部                                             | 秋田県                                        | 秋田県立花輪高等学校                          | 指揮：佐藤修一                                |
| 関東支部                                             | 千葉県                                        | 千葉県立銚子商業高等学校                      | 指揮：小澤俊朗                                |
| 第22回（1974年） 会場：神戸文化ホール (兵庫県)       |                                               |                                               |                                               |
| 西部支部                                             | 沖縄県                                        | 沖縄県立首里高等学校                          | 指揮：崎山用豊                                |
| 関東支部                                             | 千葉県                                        | 千葉県立銚子商業高等学校                      | 指揮：小澤俊朗                                |
| 第23回（1975年） 会場：北海道厚生年金会館 (北海道)   |                                               |                                               |                                               |
| 関東支部                                             | 千葉県                                        | 千葉県立銚子商業高等学校                      | 指揮：小澤俊朗                                |
| 東北支部                                             | 秋田県                                        | 秋田県立花輪高等学校                          | 指揮：佐藤修一                                |
| 関西支部                                             | 大阪府                                        | 大阪府立淀川工業高等学校                      | 指揮：丸谷明夫                                |
| 関西支部                                             | 奈良県                                        | 天理高等学校                                  | 指揮：谷口眞                                  |
| 第24回（1976年） 会場：神奈川県民ホール (神奈川県)   |                                               |                                               |                                               |
| 東京支部                                             | 東京都                                        | 玉川学園高等部                                | 指揮：高浪晋一                                |
| 東北支部                                             | 秋田県                                        | 秋田県立秋田南高等学校                        | 指揮：高橋紘一                                |
| 関東支部                                             | 千葉県                                        | 千葉県立銚子商業高等学校                      | 指揮：小澤俊朗                                |
| 第25回（1977年） 会場：普門館 (東京都)               |                                               |                                               |                                               |
| 東北支部                                             | 青森県                                        | 青森県立弘前南高等学校                        | 指揮：斎藤久子                                |
| 関西支部                                             | 奈良県                                        | 天理高等学校                                  | 指揮：谷口眞                                  |
| 東京支部                                             | 東京都                                        | 玉川学園高等部                                | 指揮：高浪晋一                                |
| 東北支部                                             | 秋田県                                        | 秋田県立秋田南高等学校                        | 指揮：高橋紘一                                |
| 関東支部                                             | 千葉県                                        | 千葉県立銚子商業高等学校                      | 指揮：小澤俊朗                                |
| 東海支部                                             | 愛知県                                        | 名古屋電気高等学校                            | 指揮：松井郁雄                                |
| 東海支部                                             | 静岡県                                        | 静岡県立浜松工業高等学校                      | 指揮：遠山詠一                                |
| 第26回（1978年） 会場：普門館 (東京都)               |                                               |                                               |                                               |
| 関西支部                                             | 奈良県                                        | 天理高等学校                                  | 指揮：谷口眞                                  |
| 東海支部                                             | 静岡県                                        | 静岡県立浜松工業高等学校                      | 指揮：遠山詠一                                |
| 関東支部                                             | 群馬県                                        | 群馬県立前橋商業高等学校                      | 指揮：大木隆明                                |
| 東北支部                                             | 秋田県                                        | 秋田県立花輪高等学校                          | 指揮：小林久仁郎                              |
| 北陸支部                                             | 富山県                                        | 富山県立富山商業高等学校                      | 指揮：坪島照信                                |
| 東北支部                                             | 青森県                                        | 青森県立弘前南高等学校                        | 指揮：斎藤久子                                |
| 東京支部                                             | 東京都                                        | 玉川学園高等部                                | 指揮：高浪晋一                                |
| 東北支部                                             | 秋田県                                        | 秋田県立秋田南高等学校                        | 指揮：高橋紘一                                |
| 西部支部                                             | 福岡県                                        | 中村学園女子高等学校                          | 指揮：松澤洋                                  |
| 特別演奏                                             |                                               |                                               |                                               |
| 関東支部                                             | 千葉県                                        | 千葉県立銚子商業高等学校                      | 指揮：小澤俊朗                                |
| 第27回（1979年） 会場：普門館 (東京都)               |                                               |                                               |                                               |
| 関東支部                                             | 埼玉県                                        | 川口市立川口高等学校                          | 指揮：信国康博                                |
| 関西支部                                             | 奈良県                                        | 天理高等学校                                  | 指揮：新子菊雄                                |
| 東北支部                                             | 青森県                                        | 青森県立弘前南高等学校                        | 指揮：斎藤久子                                |
| 東北支部                                             | 秋田県                                        | 秋田県立秋田南高等学校                        | 指揮：高橋紘一                                |
| 東海支部                                             | 静岡県                                        | 静岡県立浜松工業高等学校                      | 指揮：遠山詠一                                |
| 東京支部                                             | 東京都                                        | 玉川学園高等部                                | 指揮：高浪晋一                                |
| 西部支部                                             | 福岡県                                        | 中村学園女子高等学校                          | 指揮：松澤洋                                  |
| 関東支部                                             | 群馬県                                        | 群馬県立前橋商業高等学校                      | 指揮：大木隆明                                |
| 関東支部                                             | 千葉県                                        | 千葉県立銚子商業高等学校                      | 指揮：小澤俊朗                                |
| 中国支部                                             | 岡山県                                        | 就実高等学校                                  | 指揮：村松勲                                  |
| 第28回（1980年） 会場：普門館 (東京都)               |                                               |                                               |                                               |
| 中国支部                                             | 岡山県                                        | 就実高等学校                                  | 指揮：村松勲                                  |
| 関東支部                                             | 群馬県                                        | 群馬県立前橋商業高等学校                      | 指揮：大木隆明                                |
| 東京支部                                             | 東京都                                        | 玉川学園高等部                                | 指揮：高浪晋一                                |
| 関東支部                                             | 埼玉県                                        | 川口市立川口高等学校                          | 指揮：信国康博                                |
| 関西支部                                             | 兵庫県                                        | 兵庫県立兵庫高等学校                          | 指揮：吉永陽一                                |
| 東北支部                                             | 青森県                                        | 青森県立弘前南高等学校                        | 指揮：斎藤聖一                                |
| 東北支部                                             | 秋田県                                        | 秋田県立秋田南高等学校                        | 指揮：高橋紘一                                |
| 関西支部                                             | 大阪府                                        | 大阪府立淀川工業高等学校                      | 指揮：丸谷明夫                                |
| 関西支部                                             | 奈良県                                        | 天理高等学校                                  | 指揮：新子菊雄                                |
| 関東支部                                             | 千葉県                                        | 千葉県立銚子商業高等学校                      | 指揮：小澤俊朗                                |
| 東北支部                                             | 秋田県                                        | 秋田県立花輪高等学校                          | 指揮：小林久仁郎                              |
| 北海道支部                                           | 札幌地区                                      | 東海大学付属第四高等学校                      | 指揮：井田重芳                                |
| 北陸支部                                             | 富山県                                        | 富山県立高岡商業高等学校                      | 指揮：土合勝彦                                |
| 北海道支部                                           | 釧路地区                                      | 北海道中標津高等学校                          | 指揮：山形正法                                |
| 第29回（1981年） 会場：普門館 (東京都)               |                                               |                                               |                                               |
| 関東支部                                             | 千葉県                                        | 習志野市立習志野高等学校                      | 指揮：新妻寛                                  |
| 東北支部                                             | 福島県                                        | 福島県立磐城高等学校                          | 指揮：根本直人                                |
| 関西支部                                             | 奈良県                                        | 天理高等学校                                  | 指揮：新子菊雄                                |
| 中国支部                                             | 広島県                                        | 広島市立基町高等学校                          | 指揮：増広卓三                                |
| 西部支部                                             | 福岡県                                        | 福岡県立嘉穂高等学校                          | 指揮：竹森正貢                                |
| 東北支部                                             | 秋田県                                        | 秋田県立花輪高等学校                          | 指揮：小林久仁郎                              |
| 北陸支部                                             | 富山県                                        | 富山県立富山商業高等学校                      | 指揮：坪島照信                                |
| 関東支部                                             | 埼玉県                                        | 川口市立川口高等学校                          | 指揮：信国康博                                |
| 西部支部                                             | 福岡県                                        | 福岡工業大学附属高等学校                      | 指揮：鈴木孝佳                                |
| 関東支部                                             | 神奈川県                                      | 逗子開成高等学校                              | 指揮：西野明男                                |
| 中国支部                                             | 島根県                                        | 島根県立川本高等学校                          | 指揮：谷口榮一                                |
| 東海支部                                             | 静岡県                                        | 静岡県立浜松工業高等学校                      | 指揮：遠山詠一                                |
| 西部支部                                             | 福岡県                                        | 中村学園女子高等学校                          | 指揮：松澤洋                                  |
| 東北支部                                             | 青森県                                        | 青森県立弘前南高等学校                        | 指揮：斎藤聖一                                |
| 関西支部                                             | 大阪府                                        | 大阪府立淀川工業高等学校                      | 指揮：丸谷明夫                                |
| 特別演奏                                             |                                               |                                               |                                               |
| 東北支部                                             | 秋田県                                        | 秋田県立秋田南高等学校                        | 指揮：高橋紘一                                |
| 東京支部                                             | 東京都                                        | 玉川学園高等部                                | 指揮：高浪晋一                                |
| 第30回（1982年） 会場：普門館 (東京都)               |                                               |                                               |                                               |
| 東北支部                                             | 秋田県                                        | 秋田県立仁賀保高等学校                        | 指揮：高野豊昭                                |
| 東北支部                                             | 秋田県                                        | 秋田県立秋田南高等学校                        | 指揮：高橋紘一                                |
| 東海支部                                             | 愛知県                                        | 名古屋電気高等学校                            | 指揮：松井郁雄                                |
| 北陸支部                                             | 富山県                                        | 富山県立富山商業高等学校                      | 指揮：坪島照信                                |
| 関西支部                                             | 大阪府                                        | 大阪府立淀川工業高等学校                      | 指揮：丸谷明夫                                |
| 中国支部                                             | 岡山県                                        | 就実高等学校                                  | 指揮：村松勲                                  |
| 西部支部                                             | 福岡県                                        | 福岡工業大学附属高等学校                      | 指揮：鈴木孝佳                                |
| 北海道支部                                           | 札幌地区                                      | 東海大学付属第四高等学校                      | 指揮：井田重芳                                |
| 特別演奏                                             |                                               |                                               |                                               |
| 東北支部                                             | 青森県                                        | 青森県立弘前南高等学校                        | 指揮：斎藤聖一                                |
| 関西支部                                             | 奈良県                                        | 天理高等学校                                  | 指揮：新子菊雄                                |
| 第31回（1983年） 会場：普門館 (東京都)               |                                               |                                               |                                               |
| 関東支部                                             | 神奈川県                                      | 神奈川県立野庭高等学校                        | 指揮：中澤忠雄                                |
| 北陸支部                                             | 富山県                                        | 富山県立富山商業高等学校                      | 指揮：坪島照信                                |
| 北海道支部                                           | 札幌地区                                      | 東海大学付属第四高等学校                      | 指揮：井田重芳                                |
| 関西支部                                             | 大阪府                                        | 大阪府立淀川工業高等学校                      | 指揮：丸谷明夫                                |
| 関東支部                                             | 千葉県                                        | 習志野市立習志野高等学校                      | 指揮：新妻寛                                  |
| 北陸支部                                             | 富山県                                        | 富山県立高岡商業高等学校                      | 指揮：土合勝彦                                |
| 関西支部                                             | 兵庫県                                        | 兵庫県立明石北高等学校                        | 指揮：松井隆司                                |
| 西部支部                                             | 福岡県                                        | 福岡工業大学附属高等学校                      | 指揮：鈴木孝佳                                |
| 第32回（1984年） 会場：普門館 (東京都)               |                                               |                                               |                                               |
| 関西支部                                             | 奈良県                                        | 天理高等学校                                  | 指揮：新子菊雄                                |
| 東北支部                                             | 秋田県                                        | 秋田県立花輪高等学校                          | 指揮：小林久仁郎                              |
| 西部支部                                             | 福岡県                                        | 中村学園女子高等学校                          | 指揮：松澤洋                                  |
| 関東支部                                             | 神奈川県                                      | 神奈川県立野庭高等学校                        | 指揮：中澤忠雄                                |
| 関東支部                                             | 埼玉県                                        | 川口市立川口高等学校                          | 指揮：信国康博                                |
| 東海支部                                             | 愛知県                                        | 愛知工業大学名電高等学校                      | 指揮：松井郁雄                                |
| 西部支部                                             | 福岡県                                        | 福岡工業大学附属高等学校                      | 指揮：鈴木孝佳                                |
| 関東支部                                             | 千葉県                                        | 柏市立柏高等学校                              | 指揮：石田修一                                |
| 中国支部                                             | 島根県                                        | 島根県立川本高等学校                          | 指揮：片寄祐二                                |
| 第33回（1985年） 会場：普門館 (東京都)               |                                               |                                               |                                               |
| 東海支部                                             | 静岡県                                        | 東海大学第一高等学校                          | 指揮：榊原達                                  |
| 西部支部                                             | 福岡県                                        | 中村学園女子高等学校                          | 指揮：松澤洋                                  |
| 関西支部                                             | 奈良県                                        | 天理高等学校                                  | 指揮：新子菊雄                                |
| 北陸支部                                             | 富山県                                        | 富山県立高岡商業高等学校                      | 指揮：土合勝彦                                |
| 関西支部                                             | 大阪府                                        | 大阪府立淀川工業高等学校                      | 指揮：丸谷明夫                                |
| 東海支部                                             | 愛知県                                        | 愛知工業大学名電高等学校                      | 指揮：松井郁雄                                |
| 関東支部                                             | 埼玉県                                        | 川口市立川口高等学校                          | 指揮：信国康博                                |
| 関東支部                                             | 千葉県                                        | 習志野市立習志野高等学校                      | 指揮：新妻寛                                  |
| 第34回（1986年） 会場：普門館 (東京都)               |                                               |                                               |                                               |
| 関東支部                                             | 埼玉県                                        | 埼玉栄高等学校                                | 指揮：大滝実                                  |
| 関東支部                                             | 千葉県                                        | 習志野市立習志野高等学校                      | 指揮：新妻寛                                  |
| 関西支部                                             | 大阪府                                        | 大阪府立淀川工業高等学校                      | 指揮：丸谷明夫                                |
| 関東支部                                             | 神奈川県                                      | 神奈川県立野庭高等学校                        | 指揮：中澤忠雄                                |
| 西部支部                                             | 福岡県                                        | 中村学園女子高等学校                          | 指揮：松澤洋                                  |
| 西部支部                                             | 福岡県                                        | 福岡県立嘉穂高等学校                          | 指揮：竹森正貢                                |
| 東海支部                                             | 愛知県                                        | 愛知工業大学名電高等学校                      | 指揮：松井郁雄                                |
| 東海支部                                             | 静岡県                                        | 静岡県立浜松商業高等学校                      | 指揮：遠山詠一                                |
| 北海道支部                                           | 札幌地区                                      | 北海道札幌白石高等学校                        | 指揮：米谷久男                                |
| 第35回（1987年） 会場：普門館 (東京都)               |                                               |                                               |                                               |
| 関東支部                                             | 千葉県                                        | 習志野市立習志野高等学校                      | 指揮：新妻寛                                  |
| 関東支部                                             | 埼玉県                                        | 川口市立川口高等学校                          | 指揮：信国康博                                |
| 東海支部                                             | 静岡県                                        | 静岡県立浜松商業高等学校                      | 指揮：遠山詠一                                |
| 関西支部                                             | 奈良県                                        | 天理高等学校                                  | 指揮：新子菊雄                                |
| 北海道支部                                           | 札幌地区                                      | 北海道札幌白石高等学校                        | 指揮：米谷久男                                |
| 東海支部                                             | 愛知県                                        | 愛知工業大学名電高等学校                      | 指揮：松井郁雄                                |
| 関西支部                                             | 大阪府                                        | 大阪府立淀川工業高等学校                      | 指揮：丸谷明夫                                |
| 関東支部                                             | 埼玉県                                        | 埼玉栄高等学校                                | 指揮：大滝実                                  |
| 第36回（1988年） 会場：普門館 (東京都)               |                                               |                                               |                                               |
| 関東支部                                             | 千葉県                                        | 習志野市立習志野高等学校                      | 指揮：新妻寛                                  |
| 関西支部                                             | 奈良県                                        | 天理高等学校                                  | 指揮：新子菊雄                                |
| 関東支部                                             | 千葉県                                        | 柏市立柏高等学校                              | 指揮：石田修一                                |
| 関西支部                                             | 京都府                                        | 洛南高等学校                                  | 指揮：宮本輝紀                                |
| 北海道支部                                           | 札幌地区                                      | 東海大学付属第四高等学校                      | 指揮：井田重芳                                |
| 関東支部                                             | 神奈川県                                      | 神奈川県立野庭高等学校                        | 指揮：中澤忠雄                                |
| 北海道支部                                           | 札幌地区                                      | 北海道札幌白石高等学校                        | 指揮：米谷久男                                |
| 関西支部                                             | 大阪府                                        | 大阪府立淀川工業高等学校                      | 指揮：丸谷明夫                                |
| 第37回（1989年） 会場：普門館 (東京都)               |                                               |                                               |                                               |
| 関東支部                                             | 茨城県                                        | 常総学院高等学校                              | 指揮：本図智夫                                |
| 東海支部                                             | 静岡県                                        | 静岡県立浜松商業高等学校                      | 指揮：遠山詠一                                |
| 関東支部                                             | 埼玉県                                        | 埼玉栄高等学校                                | 指揮：大滝実                                  |
| 関西支部                                             | 大阪府                                        | 大阪府立淀川工業高等学校                      | 指揮：丸谷明夫                                |
| 西部支部                                             | 福岡県                                        | 福岡工業大学附属高等学校                      | 指揮：鈴木孝佳                                |
| 関東支部                                             | 千葉県                                        | 習志野市立習志野高等学校                      | 指揮：新妻寛                                  |
| 北陸支部                                             | 富山県                                        | 富山県立高岡商業高等学校                      | 指揮：土合勝彦                                |
| 北海道支部                                           | 札幌地区                                      | 東海大学付属第四高等学校                      | 指揮：井田重芳                                |
| 北陸支部                                             | 富山県                                        | 富山県立富山商業高等学校                      | 指揮：坪島照信                                |
| 関西支部                                             | 兵庫県                                        | 兵庫県立兵庫高等学校                          | 指揮：松井隆司                                |
| 第38回（1990年） 会場：普門館 (東京都)               |                                               |                                               |                                               |
| 関東支部                                             | 埼玉県                                        | 埼玉栄高等学校                                | 指揮：大滝実                                  |
| 関西支部                                             | 大阪府                                        | 金光八尾高等学校                              | 指揮：片木裕之                                |
| 関東支部                                             | 千葉県                                        | 柏市立柏高等学校                              | 指揮：石田修一                                |
| 北陸支部                                             | 富山県                                        | 富山県立高岡商業高等学校                      | 指揮：土合勝彦                                |
| 関西支部                                             | 奈良県                                        | 天理高等学校                                  | 指揮：新子菊雄                                |
| 北海道支部                                           | 札幌地区                                      | 北海道札幌白石高等学校                        | 指揮：米谷久男                                |
| 関東支部                                             | 茨城県                                        | 常総学院高等学校                              | 指揮：本図智夫                                |
| 特別演奏                                             |                                               |                                               |                                               |
| 関東支部                                             | 千葉県                                        | 習志野市立習志野高等学校                      | 指揮：新妻寛                                  |
| 関西支部                                             | 大阪府                                        | 大阪府立淀川工業高等学校                      | 指揮：丸谷明夫                                |
| 第39回（1991年） 会場：普門館 (東京都)               |                                               |                                               |                                               |
| 関東支部                                             | 千葉県                                        | 習志野市立習志野高等学校                      | 指揮：新妻寛                                  |
| 四国支部                                             | 愛媛県                                        | 愛媛県立伊予高等学校                          | 指揮：上甲広文                                |
| 関東支部                                             | 千葉県                                        | 柏市立柏高等学校                              | 指揮：石田修一                                |
| 中国支部                                             | 山口県                                        | 山口県立下松高等学校                          | 指揮：中井勝                                  |
| 関東支部                                             | 埼玉県                                        | 埼玉栄高等学校                                | 指揮：大滝実                                  |
| 関東支部                                             | 茨城県                                        | 常総学院高等学校                              | 指揮：本図智夫                                |
| 北海道支部                                           | 札幌地区                                      | 北海道札幌白石高等学校                        | 指揮：米谷久男                                |
| 東海支部                                             | 静岡県                                        | 静岡県立浜松商業高等学校                      | 指揮：遠山詠一                                |
| 第40回（1992年） 会場：普門館 (東京都)               |                                               |                                               |                                               |
| 関東支部                                             | 茨城県                                        | 常総学院高等学校                              | 指揮：本図智夫                                |
| 関西支部                                             | 奈良県                                        | 天理高等学校                                  | 指揮：新子菊雄                                |
| 関西支部                                             | 京都府                                        | 洛南高等学校                                  | 指揮：宮本輝紀                                |
| 北陸支部                                             | 富山県                                        | 富山県立高岡商業高等学校                      | 指揮：土合勝彦                                |
| 北海道支部                                           | 札幌地区                                      | 東海大学付属第四高等学校                      | 指揮：井田重芳                                |
| 北海道支部                                           | 札幌地区                                      | 北海道札幌白石高等学校                        | 指揮：米谷久男                                |
| 関東支部                                             | 千葉県                                        | 習志野市立習志野高等学校                      | 指揮：新妻寛                                  |
| 第41回（1993年） 会場：普門館 (東京都)               |                                               |                                               |                                               |
| 東京支部                                             | 東京都                                        | 関東第一高等学校                              | 指揮：塩谷晋平                                |
| 北海道支部                                           | 札幌地区                                      | 北海道札幌白石高等学校                        | 指揮：米谷久男                                |
| 関西支部                                             | 大阪府                                        | 大阪府立淀川工業高等学校                      | 指揮：丸谷明夫                                |
| 東海支部                                             | 愛知県                                        | 愛知工業大学名電高等学校                      | 指揮：松井郁雄                                |
| 関東支部                                             | 神奈川県                                      | 神奈川県立野庭高等学校                        | 指揮：中澤忠雄                                |
| 九州支部                                             | 福岡県                                        | 福岡工業大学附属高等学校                      | 指揮：屋比久勲                                |
| 関東支部                                             | 千葉県                                        | 習志野市立習志野高等学校                      | 指揮：新妻寛                                  |
| 東京支部                                             | 東京都                                        | 東京都立永山高等学校                          | 指揮：馬場正英                                |
| 関西支部                                             | 奈良県                                        | 天理高等学校                                  | 指揮：新子菊雄                                |
| 関西支部                                             | 兵庫県                                        | 兵庫県立兵庫高等学校                          | 指揮：松井隆司                                |
| 第42回（1994年） 会場：普門館 (東京都)               |                                               |                                               |                                               |
| 九州支部                                             | 福岡県                                        | 福岡工業大学附属高等学校                      | 指揮：屋比久勲                                |
| 九州支部                                             | 福岡県                                        | 精華女子高等学校                              | 指揮：藤重佳久                                |
| 北海道支部                                           | 札幌地区                                      | 北海道札幌白石高等学校                        | 指揮：米谷久男                                |
| 関東支部                                             | 茨城県                                        | 常総学院高等学校                              | 指揮：本図智夫                                |
| 東京支部                                             | 東京都                                        | 関東第一高等学校                              | 指揮：塩谷晋平                                |
| 関西支部                                             | 奈良県                                        | 天理高等学校                                  | 指揮：新子菊雄                                |
| 関東支部                                             | 埼玉県                                        | 埼玉栄高等学校                                | 指揮：大滝実                                  |
| 不出場団体                                           |                                               |                                               |                                               |
| 関東支部                                             | 千葉県                                        | 習志野市立習志野高等学校                      |                                               |
| 第43回（1995年） 会場：普門館 (東京都)               |                                               |                                               |                                               |
| 関西支部                                             | 大阪府                                        | 大阪府立淀川工業高等学校                      | 指揮：丸谷明夫                                |
| 九州支部                                             | 福岡県                                        | 福岡工業大学附属高等学校                      | 指揮：屋比久勲                                |
| 西関東支部                                           | 埼玉県                                        | 埼玉県立伊奈学園総合高等学校                  | 指揮：宇畑知樹                                |
| 東海支部                                             | 愛知県                                        | 安城学園高等学校                              | 指揮：吉見光三                                |
| 東京支部                                             | 東京都                                        | 関東第一高等学校                              | 指揮：塩谷晋平                                |
| 西関東支部                                           | 埼玉県                                        | 埼玉栄高等学校                                | 指揮：大滝実                                  |
| 東関東支部                                           | 神奈川県                                      | 神奈川県立野庭高等学校                        | 指揮：中澤忠雄                                |
| 東海支部                                             | 愛知県                                        | 愛知工業大学名電高等学校                      | 指揮：松井郁雄                                |
| 九州支部                                             | 福岡県                                        | 精華女子高等学校                              | 指揮：藤重佳久                                |
| 西関東支部                                           | 埼玉県                                        | 埼玉県立与野高等学校                          | 指揮：齋藤淳                                  |
| 特別演奏                                             |                                               |                                               |                                               |
| 北海道支部                                           | 札幌地区                                      | 北海道札幌白石高等学校                        | 指揮：米谷久男、渋川誠人                      |
| 不出場団体                                           |                                               |                                               |                                               |
| 関西支部                                             | 奈良県                                        | 天理高等学校                                  |                                               |
| 第44回（1996年） 会場：普門館 (東京都)               |                                               |                                               |                                               |
| 東関東支部                                           | 千葉県                                        | 柏市立柏高等学校                              | 指揮：石田修一                                |
| 北陸支部                                             | 富山県                                        | 富山県立高岡商業高等学校                      | 指揮：飯野展嘉                                |
| 東関東支部                                           | 茨城県                                        | 常総学院高等学校                              | 指揮：本図智夫                                |
| 西関東支部                                           | 埼玉県                                        | 埼玉県立伊奈学園総合高等学校                  | 指揮：宇畑知樹                                |
| 東海支部                                             | 愛知県                                        | 愛知工業大学名電高等学校                      | 指揮：松井郁雄                                |
| 北海道支部                                           | 札幌地区                                      | 北海道札幌白石高等学校                        | 指揮：米谷久男                                |
| 関東支部                                             | 千葉県                                        | 習志野市立習志野高等学校                      | 指揮：新妻寛                                  |
| 関西支部                                             | 大阪府                                        | 大阪府立淀川工業高等学校                      | 指揮：丸谷明夫                                |
| 西関東支部                                           | 埼玉県                                        | 埼玉県立与野高等学校                          | 指揮：齋藤淳                                  |
| 西関東支部                                           | 埼玉県                                        | 狭山ヶ丘高等学校                              | 指揮：佐々木隆信                              |
| 不出場団体                                           |                                               |                                               |                                               |
| 九州支部                                             | 福岡県                                        | 福岡工業大学附属城東高等学校                  |                                               |
| 第45回（1997年） 会場：普門館 (東京都)               |                                               |                                               |                                               |
| 西関東支部                                           | 埼玉県                                        | 埼玉県立伊奈学園総合高等学校                  | 指揮：宇畑知樹                                |
| 東海支部                                             | 愛知県                                        | 安城学園高等学校                              | 指揮：吉見光三                                |
| 関西支部                                             | 大阪府                                        | 大阪府立淀川工業高等学校                      | 指揮：丸谷明夫                                |
| 九州支部                                             | 福岡県                                        | 福岡工業大学附属城東高等学校                  | 指揮：屋比久勲                                |
| 東関東支部                                           | 茨城県                                        | 常総学院高等学校                              | 指揮：本図智夫                                |
| 関東支部                                             | 千葉県                                        | 習志野市立習志野高等学校                      | 指揮：新妻寛                                  |
| 東海支部                                             | 静岡県                                        | 東海大学第一高等学校                          | 指揮：榊原達                                  |
| 北海道支部                                           | 札幌地区                                      | 東海大学付属第四高等学校                      | 指揮：井田重芳                                |
| 東海支部                                             | 愛知県                                        | 愛知工業大学名電高等学校                      | 指揮：桐田正章                                |
| 西関東支部                                           | 埼玉県                                        | 埼玉栄高等学校                                | 指揮：大滝実                                  |
| 関西支部                                             | 京都府                                        | 洛南高等学校                                  | 指揮：宮本輝紀                                |
| 第46回（1998年） 会場：普門館 (東京都)               |                                               |                                               |                                               |
| 東海支部                                             | 愛知県                                        | 愛知県立幸田高等学校                          | 指揮：鈴木孝育                                |
| 西関東支部                                           | 埼玉県                                        | 埼玉県立与野高等学校                          | 指揮：齋藤淳                                  |
| 東北支部                                             | 秋田県                                        | 秋田県立新屋高等学校                          | 指揮：高野豊昭                                |
| 東関東支部                                           | 千葉県                                        | 習志野市立習志野高等学校                      | 指揮：新妻寛                                  |
| 北海道支部                                           | 札幌地区                                      | 北海道札幌白石高等学校                        | 指揮：米谷久男                                |
| 四国支部                                             | 高知県                                        | 土佐女子高等学校                              | 指揮：森本直由美                              |
| 西関東支部                                           | 埼玉県                                        | 埼玉栄高等学校                                | 指揮：大滝実                                  |
| 西関東支部                                           | 埼玉県                                        | 狭山ヶ丘高等学校                              | 指揮：佐々木隆信                              |
| 東関東支部                                           | 千葉県                                        | 柏市立柏高等学校                              | 指揮：石田修一                                |
| 北海道支部                                           | 札幌地区                                      | 東海大学付属第四高等学校                      | 指揮：井田重芳                                |
| 東関東支部                                           | 茨城県                                        | 常総学院高等学校                              | 指揮：本図智夫                                |
| 不出場団体                                           |                                               |                                               |                                               |
| 西関東支部                                           | 埼玉県                                        | 埼玉県立伊奈学園総合高等学校                  |                                               |
| 東海支部                                             | 愛知県                                        | 愛知工業大学名電高等学校                      |                                               |
| 関西支部                                             | 大阪府                                        | 大阪府立淀川工業高等学校                      |                                               |
| 第47回（1999年） 会場：普門館 (東京都)               |                                               |                                               |                                               |
| 北海道支部                                           | 旭川地区                                      | 北海道旭川商業高等学校                        | 指揮：佐藤淳                                  |
| 西関東支部                                           | 埼玉県                                        | 埼玉栄高等学校                                | 指揮：大滝実                                  |
| 東海支部                                             | 愛知県                                        | 安城学園高等学校                              | 指揮：吉見光三                                |
| 九州支部                                             | 福岡県                                        | 福岡工業大学附属高等学校                      | 指揮：屋比久勲                                |
| 西関東支部                                           | 埼玉県                                        | 埼玉県立伊奈学園総合高等学校                  | 指揮：宇畑知樹                                |
| 西関東支部                                           | 埼玉県                                        | 狭山ヶ丘高等学校                              | 指揮：佐々木隆信                              |
| 北海道支部                                           | 札幌地区                                      | 北海道大麻高等学校                            | 指揮：西井雅司                                |
| 関西支部                                             | 大阪府                                        | 大阪府立淀川工業高等学校                      | 指揮：丸谷明夫                                |
| 東海支部                                             | 愛知県                                        | 愛知工業大学名電高等学校                      | 指揮：桐田正章                                |
| 不出場団体                                           |                                               |                                               |                                               |
| 北海道支部                                           | 札幌地区                                      | 北海道札幌白石高等学校                        |                                               |
| 北海道支部                                           | 札幌地区                                      | 東海大学付属第四高等学校                      |                                               |
| 東北支部                                             | 秋田県                                        | 秋田県立新屋高等学校                          |                                               |
| 東関東支部                                           | 茨城県                                        | 常総学院高等学校                              |                                               |
| 東関東支部                                           | 千葉県                                        | 習志野市立習志野高等学校                      |                                               |
| 東関東支部                                           | 千葉県                                        | 柏市立柏高等学校                              |                                               |
| 西関東支部                                           | 千葉県                                        | 埼玉県立与野高等学校                          |                                               |
| 北陸支部                                             | 富山県                                        | 富山県立高岡商業高等学校                      |                                               |
| 東海支部                                             | 静岡県                                        | 東海大学付属静岡翔洋高等学校                  |                                               |
| 中国支部                                             | 島根県                                        | 島根県立出雲高等学校                          |                                               |
| 九州支部                                             | 福岡県                                        | 精華女子高等学校                              |                                               |
| 第48回（2000年） 会場：普門館 (東京都)               |                                               |                                               |                                               |
| 東京支部                                             | 東京都                                        | 駒澤大学高等学校                              | 指揮：吉野信行                                |
| 関西支部                                             | 大阪府                                        | 大阪府立淀川工業高等学校                      | 指揮：丸谷明夫                                |
| 北陸支部                                             | 富山県                                        | 富山県立高岡商業高等学校                      | 指揮：土合勝彦                                |
| 西関東支部                                           | 埼玉県                                        | 埼玉県立伊奈学園総合高等学校                  | 指揮：宇畑知樹                                |
| 東関東支部                                           | 千葉県                                        | 習志野市立習志野高等学校                      | 指揮：新妻寛                                  |
| 中国支部                                             | 島根県                                        | 出雲北陵高等学校                              | 指揮：片寄哲夫                                |
| 北海道支部                                           | 札幌地区                                      | 東海大学付属第四高等学校                      | 指揮：井田重芳                                |
| 東海支部                                             | 静岡県                                        | 東海大学付属静岡翔洋高等学校                  | 指揮：榊原達                                  |
| 九州支部                                             | 福岡県                                        | 福岡第一高等学校                              | 指揮：清水万敬                                |
| 西関東支部                                           | 埼玉県                                        | 春日部共栄高等学校                            | 指揮：都賀城太郎                              |
| 不出場団体                                           |                                               |                                               |                                               |
| 西関東支部                                           | 埼玉県                                        | 埼玉栄高等学校                                |                                               |
| 北陸支部                                             | 石川県                                        | 金沢市立工業高等学校                          |                                               |
| 九州支部                                             | 福岡県                                        | 福岡工業大学附属高等学校                      |                                               |
| 第49回（2001年） 会場：普門館 (東京都)               |                                               |                                               |                                               |
| 東関東支部                                           | 茨城県                                        | 常総学院高等学校                              | 指揮：本図智夫                                |
| 東海支部                                             | 愛知県                                        | 安城学園高等学校                              | 指揮：吉見光三                                |
| 東北支部                                             | 福島県                                        | 福島県立磐城高等学校                          | 指揮：根本直人                                |
| 東関東支部                                           | 千葉県                                        | 柏市立柏高等学校                              | 指揮：石田修一                                |
| 西関東支部                                           | 埼玉県                                        | 埼玉県立与野高等学校                          | 指揮：齋藤淳                                  |
| 西関東支部                                           | 埼玉県                                        | 埼玉栄高等学校                                | 指揮：大滝実                                  |
| 東関東支部                                           | 千葉県                                        | 習志野市立習志野高等学校                      | 指揮：石津谷治法                              |
| 北海道支部                                           | 札幌地区                                      | 東海大学付属第四高等学校                      | 指揮：井田重芳                                |
| 関西支部                                             | 大阪府                                        | 大阪府立淀川工業高等学校                      | 指揮：丸谷明夫                                |
| 東海支部                                             | 静岡県                                        | 東海大学付属静岡翔洋高等学校                  | 指揮：榊原達                                  |
| 不出場団体                                           |                                               |                                               |                                               |
| 東京支部                                             | 東京都                                        | 東京都立片倉高等学校                          |                                               |
| 東海支部                                             | 愛知県                                        | 光ヶ丘女子高等学校                            |                                               |
| 関西支部                                             | 大阪府                                        | 明浄学院高等学校                              |                                               |
| 九州支部                                             | 福岡県                                        | 福岡県立城南高等学校                          |                                               |

### 第50～59回
| 第50回（2002年） 会場：普門館 (東京都)           | 第50回（2002年） 会場：普門館 (東京都) | 第50回（2002年） 会場：普門館 (東京都) | 第50回（2002年） 会場：普門館 (東京都) |
| ------------------------------------------------ | -------------------------------------- | -------------------------------------- | -------------------------------------- |
| 関西支部                                         | 奈良県                                 | 天理高等学校                           | 指揮：新子菊雄                         |
| 西関東支部                                       | 埼玉県                                 | 埼玉栄高等学校                         | 指揮：大滝実                           |
| 中国支部                                         | 岡山県                                 | おかやま山陽高等学校                   | 指揮：松本壮史                         |
| 北海道支部                                       | 札幌地区                               | 東海大学付属第四高等学校               | 指揮：井田重芳                         |
| 東海支部                                         | 愛知県                                 | 愛知工業大学名電高等学校               | 指揮 : 桐田正章                        |
| 東関東支部                                       | 千葉県                                 | 柏市立柏高等学校                       | 指揮：石田修一                         |
| 東関東支部                                       | 千葉県                                 | 習志野市立習志野高等学校               | 指揮：石津谷治法                       |
| 東関東支部                                       | 茨城県                                 | 常総学院高等学校                       | 指揮：本図智夫                         |
| 東京支部                                         | 東京都                                 | 東海大学付属高輪台高等学校             | 指揮：畠田貴生                         |
| 中国支部                                         | 岡山県                                 | 明誠学院高等学校                       | 指揮：佐藤堯史                         |
| 不出場団体                                       |                                        |                                        |                                        |
| 東北支部                                         | 秋田県                                 | 秋田県立秋田南高等学校                 |                                        |
| 西関東支部                                       | 埼玉県                                 | 埼玉県立伊奈学園総合高等学校           |                                        |
| 東海支部                                         | 愛知県                                 | 安城学園高等学校                       |                                        |
| 関西支部                                         | 京都府                                 | 洛南高等学校                           |                                        |
| 関西支部                                         | 大阪府                                 | 大阪府立淀川工業高等学校               |                                        |
| 中国支部                                         | 広島県                                 | 鈴峯女子高等学校                       |                                        |
| 第51回（2003年） 会場：普門館 (東京都)           |                                        |                                        |                                        |
| 関西支部                                         | 奈良県                                 | 天理高等学校                           | 指揮：新子菊雄                         |
| 東京支部                                         | 東京都                                 | 駒澤大学高等学校                       | 指揮：吉野信行                         |
| 北海道支部                                       | 札幌地区                               | 北海道札幌白石高等学校                 | 指揮：渋川誠人                         |
| 関西支部                                         | 大阪府                                 | 大阪府立淀川工業高等学校               | 指揮：丸谷明夫                         |
| 西関東支部                                       | 埼玉県                                 | 埼玉県立伊奈学園総合高等学校           | 指揮：宇畑知樹                         |
| 西関東支部                                       | 埼玉県                                 | 埼玉県立与野高等学校                   | 指揮：齋藤淳                           |
| 西関東支部                                       | 埼玉県                                 | 埼玉栄高等学校                         | 指揮：大滝実                           |
| 東海支部                                         | 愛知県                                 | 愛知工業大学名電高等学校               | 指揮：桐田正章                         |
| 東京支部                                         | 東京都                                 | 東海大学付属高輪台高等学校             | 指揮：畠田貴生                         |
| 関西支部                                         | 京都府                                 | 洛南高等学校                           | 指揮：宮本輝紀                         |
| 不出場団体                                       |                                        |                                        |                                        |
| 北海道支部                                       | 札幌地区                               | 東海大学付属第四高等学校               |                                        |
| 東北支部                                         | 秋田県                                 | 秋田県立新屋高等学校                   |                                        |
| 東関東支部                                       | 茨城県                                 | 常総学院高等学校                       |                                        |
| 東関東支部                                       | 千葉県                                 | 習志野市立習志野高等学校               |                                        |
| 東関東支部                                       | 千葉県                                 | 柏市立柏高等学校                       |                                        |
| 東海支部                                         | 静岡県                                 | 東海大学付属静岡翔洋高等学校           |                                        |
| 第52回（2004年） 会場：普門館 (東京都)           |                                        |                                        |                                        |
| 東北支部                                         | 福島県                                 | 福島県立湯本高等学校                   | 指揮：藤林二三夫                       |
| 東京支部                                         | 東京都                                 | 駒澤大学高等学校                       | 指揮：吉野信行                         |
| 九州支部                                         | 鹿児島県                               | 鹿児島県立松陽高等学校                 | 指揮：立石純也                         |
| 西関東支部                                       | 埼玉県                                 | 埼玉県立与野高等学校                   | 指揮：坂田雅弘                         |
| 東関東支部                                       | 茨城県                                 | 常総学院高等学校                       | 指揮：本図智夫                         |
| 関西支部                                         | 奈良県                                 | 天理高等学校                           | 指揮：新子菊雄                         |
| 東関東支部                                       | 千葉県                                 | 習志野市立習志野高等学校               | 指揮：石津谷治法                       |
| 西関東支部                                       | 埼玉県                                 | 埼玉県立伊奈学園総合高等学校           | 指揮：宇畑知樹                         |
| 東関東支部                                       | 千葉県                                 | 柏市立柏高等学校                       | 指揮：石田修一                         |
| 関西支部                                         | 大阪府                                 | 大阪府立淀川工業高等学校               | 指揮：丸谷明夫                         |
| 不出場団体                                       |                                        |                                        |                                        |
| 東北支部                                         | 福島県                                 | 福島県立磐城高等学校                   |                                        |
| 西関東支部                                       | 埼玉県                                 | 埼玉栄高等学校                         |                                        |
| 東海支部                                         | 愛知県                                 | 愛知工業大学名電高等学校               |                                        |
| 中国支部                                         | 岡山県                                 | おかやま山陽高等学校                   |                                        |
| 九州支部                                         | 福岡県                                 | 福岡工業大学附属城東高等学校           |                                        |
| 第53回（2005年） 会場：名古屋国際会議場 (愛知県) |                                        |                                        |                                        |
| 東関東支部                                       | 千葉県                                 | 習志野市立習志野高等学校               | 指揮：石津谷治法                       |
| 西関東支部                                       | 埼玉県                                 | 春日部共栄高等学校                     | 指揮：都賀城太郎                       |
| 関西支部                                         | 大阪府                                 | 大阪府立淀川工科高等学校               | 指揮：丸谷明夫                         |
| 九州支部                                         | 福岡県                                 | 精華女子高等学校                       | 指揮：藤重佳久                         |
| 東京支部                                         | 東京都                                 | 東海大学付属高輪台高等学校             | 指揮：畠田貴生                         |
| 九州支部                                         | 福岡県                                 | 福岡工業大学附属城東高等学校           | 指揮：屋比久勲                         |
| 西関東支部                                       | 埼玉県                                 | 埼玉県立伊奈学園総合高等学校           | 指揮：宇畑知樹                         |
| 九州支部                                         | 鹿児島県                               | 鹿児島県立松陽高等学校                 | 指揮：立石純也                         |
| 北海道支部                                       | 札幌地区                               | 東海大学付属第四高等学校               | 指揮：井田重芳                         |
| 不出場団体                                       |                                        |                                        |                                        |
| 北陸支部                                         | 富山県                                 | 富山県立富山商業高等学校               |                                        |
| 関西支部                                         | 奈良県                                 | 天理高等学校                           |                                        |
| 第54回（2006年） 会場：普門館 (東京都)           |                                        |                                        |                                        |
| 九州支部                                         | 福岡県                                 | 福岡工業大学附属城東高等学校           | 指揮：屋比久勲                         |
| 西関東支部                                       | 埼玉県                                 | 春日部共栄高等学校                     | 指揮：都賀城太郎                       |
| 北海道支部                                       | 札幌地区                               | 東海大学付属第四高等学校               | 指揮：井田重芳                         |
| 東京支部                                         | 東京都                                 | 東海大学付属高輪台高等学校             | 指揮：畠田貴生                         |
| 西関東支部                                       | 埼玉県                                 | 埼玉栄高等学校                         | 指揮：大滝実                           |
| 東関東支部                                       | 茨城県                                 | 常総学院高等学校                       | 指揮：本図智夫                         |
| 東関東支部                                       | 千葉県                                 | 柏市立柏高等学校                       | 指揮：石田修一                         |
| 東京支部                                         | 東京都                                 | 東京都立片倉高等学校                   | 指揮：馬場正英                         |
| 東北支部                                         | 福島県                                 | 福島県立磐城高等学校                   | 指揮：根本直人                         |
| 不出場団体                                       |                                        |                                        |                                        |
| 東北支部                                         | 福島県                                 | 福島県立湯本高等学校                   |                                        |
| 西関東支部                                       | 埼玉県                                 | 埼玉県立伊奈学園総合高等学校           |                                        |
| 東海支部                                         | 長野県                                 | 長野県松本美須々ヶ丘高等学校           |                                        |
| 関西支部                                         | 京都府                                 | 洛南高等学校                           |                                        |
| 関西支部                                         | 大阪府                                 | 大阪府立淀川工科高等学校               |                                        |
| 中国支部                                         | 広島県                                 | 鈴峯女子中学校・高等学校               |                                        |
| 九州支部                                         | 福岡県                                 | 精華女子高等学校                       |                                        |
| 第55回（2007年） 会場：普門館 (東京都)           |                                        |                                        |                                        |
| 関西支部                                         | 大阪府                                 | 大阪府立淀川工科高等学校               | 指揮：丸谷明夫                         |
| 東北支部                                         | 福島県                                 | 福島県立磐城高等学校                   | 指揮：根本直人                         |
| 九州支部                                         | 福岡県                                 | 精華女子高等学校                       | 指揮：藤重佳久                         |
| 西関東支部                                       | 埼玉県                                 | 埼玉県立伊奈学園総合高等学校           | 指揮：宇畑知樹                         |
| 東京支部                                         | 東京都                                 | 東京都立片倉高等学校                   | 指揮：馬場正英                         |
| 西関東支部                                       | 埼玉県                                 | 埼玉栄高等学校                         | 指揮：大滝実                           |
| 東海支部                                         | 愛知県                                 | 光ヶ丘女子高等学校                     | 指揮：日野謙太郎                       |
| 関西支部                                         | 大阪府                                 | 明浄学院高等学校                       | 指揮：小野川昭博                       |
| 九州支部                                         | 福岡県                                 | 福岡工業大学附属城東高等学校           | 指揮：武田邦彦                         |
| 西関東支部                                       | 埼玉県                                 | 埼玉県立与野高等学校                   | 指揮：坂田雅弘                         |
| 東京支部                                         | 東京都                                 | 東海大学付属高輪台高等学校             | 指揮：畠田貴生                         |
| 不出場団体                                       |                                        |                                        |                                        |
| 北海道支部                                       | 札幌地区                               | 東海大学付属第四高等学校               |                                        |
| 北海道支部                                       | 北見地区                               | 北海道遠軽高等学校                     |                                        |
| 東北支部                                         | 秋田県                                 | 秋田県立秋田南高等学校                 |                                        |
| 東関東支部                                       | 茨城県                                 | 常総学院高等学校                       |                                        |
| 東関東支部                                       | 千葉県                                 | 柏市立柏高等学校                       |                                        |
| 東関東支部                                       | 千葉県                                 | 習志野市立習志野高等学校               |                                        |
| 西関東支部                                       | 埼玉県                                 | 春日部共栄高等学校                     |                                        |
| 東海支部                                         | 愛知県                                 | 安城学園高等学校                       |                                        |
| 中国支部                                         | 岡山県                                 | 明誠学院高等学校                       |                                        |
| 四国支部                                         | 愛媛県                                 | 愛媛県立伊予高等学校                   |                                        |
| 九州支部                                         | 鹿児島県                               | 鹿児島県立松陽高等学校                 |                                        |
| 第56回（2008年） 会場：普門館 (東京都)           |                                        |                                        |                                        |
| 東関東支部                                       | 千葉県                                 | 習志野市立習志野高等学校               | 指揮：石津谷治法                       |
| 中国支部                                         | 岡山県                                 | 岡山学芸館高等学校                     | 指揮：中川重則                         |
| 関西支部                                         | 大阪府                                 | 大阪府立淀川工科高等学校               | 指揮：丸谷明夫                         |
| 東北支部                                         | 福島県                                 | 福島県立湯本高等学校                   | 指揮：藤林二三夫                       |
| 関西支部                                         | 奈良県                                 | 天理高等学校                           | 指揮：吉田秀高                         |
| 関西支部                                         | 大阪府                                 | 明浄学院高等学校                       | 指揮：小野川昭博                       |
| 九州支部                                         | 福岡県                                 | 精華女子高等学校                       | 指揮：藤重佳久                         |
| 東関東支部                                       | 千葉県                                 | 柏市立柏高等学校                       | 指揮：石田修一                         |
| 西関東支部                                       | 埼玉県                                 | 埼玉県立伊奈学園総合高等学校           | 指揮：宇畑知樹                         |
| 北海道支部                                       | 札幌地区                               | 東海大学付属第四高等学校               | 指揮：井田重芳                         |
| 不出場団体                                       |                                        |                                        |                                        |
| 東北支部                                         | 福島県                                 | 福島県立磐城高等学校                   |                                        |
| 西関東支部                                       | 埼玉県                                 | 埼玉栄高等学校                         |                                        |
| 東京支部                                         | 東京都                                 | 東海大学付属高輪台高等学校             |                                        |
| 東京支部                                         | 東京都                                 | 東京都立片倉高等学校                   |                                        |
| 東海支部                                         | 愛知県                                 | 愛知工業大学名電高等学校               |                                        |
| 九州支部                                         | 福岡県                                 | 福岡工業大学附属城東高等学校           |                                        |
| 第57回（2009年） 会場：普門館 (東京都)           |                                        |                                        |                                        |
| 九州支部                                         | 福岡県                                 | 精華女子高等学校                       | 指揮：藤重佳久                         |
| 関西支部                                         | 大阪府                                 | 大阪府立淀川工科高等学校               | 指揮：丸谷明夫                         |
| 東京支部                                         | 東京都                                 | 東京都立片倉高等学校                   | 指揮：馬場正英                         |
| 東北支部                                         | 福島県                                 | 福島県立磐城高等学校                   | 指揮：根本直人                         |
| 東関東支部                                       | 千葉県                                 | 習志野市立習志野高等学校               | 指揮：石津谷治法                       |
| 北陸支部                                         | 石川県                                 | 石川県立小松明峰高等学校               | 指揮：斉藤忠直                         |
| 北海道支部                                       | 札幌地区                               | 東海大学付属第四高等学校               | 指揮：井田重芳                         |
| 関西支部                                         | 大阪府                                 | 大阪桐蔭高等学校                       | 指揮：梅田隆司                         |
| 西関東支部                                       | 埼玉県                                 | 春日部共栄高等学校                     | 指揮：都賀城太郎                       |
| 東京支部                                         | 東京都                                 | 駒澤大学高等学校                       | 指揮：吉野信行                         |
| 不出場団体                                       |                                        |                                        |                                        |
| 東北支部                                         | 宮城県                                 | 宮城県泉館山高等学校                   |                                        |
| 関西支部                                         | 大阪府                                 | 明浄学院高等学校                       |                                        |
| 四国支部                                         | 愛媛県                                 | 愛媛県立北条高等学校                   |                                        |
| 第58回（2010年） 会場：普門館 (東京都)           |                                        |                                        |                                        |
| 東関東支部                                       | 千葉県                                 | 柏市立柏高等学校                       | 指揮：石田修一                         |
| 東京支部                                         | 東京都                                 | 東海大学付属高輪台高等学校             | 指揮：畠田貴生                         |
| 西関東支部                                       | 埼玉県                                 | 春日部共栄高等学校                     | 指揮：都賀城太郎                       |
| 西関東支部                                       | 埼玉県                                 | 埼玉栄高等学校                         | 指揮：大滝実                           |
| 北海道支部                                       | 旭川地区                               | 北海道旭川商業高等学校                 | 指揮：佐藤淳                           |
| 東関東支部                                       | 茨城県                                 | 常総学院高等学校                       | 指揮：本図智夫                         |
| 九州支部                                         | 鹿児島県                               | 鹿児島情報高等学校                     | 指揮：屋比久勲                         |
| 関西支部                                         | 大阪府                                 | 大阪桐蔭高等学校                       | 指揮：梅田隆司                         |
| 東京支部                                         | 東京都                                 | 東京都立片倉高等学校                   | 指揮：馬場正英                         |
| 不出場団体                                       |                                        |                                        |                                        |
| 東北支部                                         | 福島県                                 | 福島県立湯本高等学校                   |                                        |
| 東関東支部                                       | 神奈川県                               | 横浜創英中学校・高等学校               |                                        |
| 西関東支部                                       | 埼玉県                                 | 埼玉県立伊奈学園総合高等学校           |                                        |
| 東海支部                                         | 愛知県                                 | 光ヶ丘女子高等学校                     |                                        |
| 関西支部                                         | 大阪府                                 | 大阪府立淀川工科高等学校               |                                        |
| 九州支部                                         | 福岡県                                 | 精華女子高等学校                       |                                        |
| 第59回（2011年） 会場：普門館 (東京都)           |                                        |                                        |                                        |
| 中国支部                                         | 岡山県                                 | 岡山学芸館高等学校                     | 指揮：中川重則                         |
| 東関東支部                                       | 茨城県                                 | 常総学院高等学校                       | 指揮：本図智夫                         |
| 関西支部                                         | 大阪府                                 | 大阪桐蔭高等学校                       | 指揮：梅田隆司                         |
| 東関東支部                                       | 千葉県                                 | 千葉県立幕張総合高等学校               | 指揮：佐藤博                           |
| 九州支部                                         | 福岡県                                 | 精華女子高等学校                       | 指揮：藤重佳久                         |
| 東海支部                                         | 愛知県                                 | 愛知工業大学名電高等学校               | 指揮：伊藤宏樹                         |
| 関西支部                                         | 大阪府                                 | 大阪府立淀川工科高等学校               | 指揮：丸谷明夫                         |
| 中国支部                                         | 島根県                                 | 出雲北陵高等学校                       | 指揮：原田実                           |
| 関西支部                                         | 大阪府                                 | 明浄学院高等学校                       | 指揮：小野川昭博                       |
| 不出場団体                                       |                                        |                                        |                                        |
| 北海道支部                                       | 札幌地区                               | 東海大学付属第四高等学校               |                                        |
| 東北支部                                         | 秋田県                                 | 秋田県立秋田南高等学校                 |                                        |
| 東関東支部                                       | 千葉県                                 | 習志野市立習志野高等学校               |                                        |
| 東関東支部                                       | 千葉県                                 | 柏市立柏高等学校                       |                                        |
| 西関東支部                                       | 埼玉県                                 | 春日部共栄高等学校                     |                                        |
| 北陸支部                                         | 富山県                                 | 富山県立高岡商業高等学校               |                                        |
| 東海支部                                         | 愛知県                                 | 安城学園高等学校                       |                                        |
| 関西支部                                         | 奈良県                                 | 天理高等学校                           |                                        |
| 九州支部                                         | 鹿児島県                               | 鹿児島情報高等学校                     |                                        |

### 第60～69回
| 第60回（2012年） 会場：名古屋国際会議場 (愛知県) | 第60回（2012年） 会場：名古屋国際会議場 (愛知県) | 第60回（2012年） 会場：名古屋国際会議場 (愛知県) | 第60回（2012年） 会場：名古屋国際会議場 (愛知県) |
| ------------------------------------------------ | ------------------------------------------------ | ------------------------------------------------ | ------------------------------------------------ |
| 中国支部                                         | 岡山県                                           | 岡山学芸館高等学校                               | 指揮：中川重則                                   |
| 九州支部                                         | 熊本県                                           | 玉名女子高等学校                                 | 指揮：米田真一                                   |
| 北海道支部                                       | 札幌地区                                         | 東海大学付属第四高等学校                         | 指揮：井田重芳                                   |
| 北陸支部                                         | 石川県                                           | 石川県立金沢桜丘高等学校                         | 指揮：安嶋俊晴                                   |
| 東京支部                                         | 東京都                                           | 東海大学付属高輪台高等学校                       | 指揮：畠田貴生                                   |
| 西関東支部                                       | 埼玉県                                           | 埼玉県立伊奈学園総合高等学校                     | 指揮：宇畑知樹                                   |
| 九州支部                                         | 福岡県                                           | 精華女子高等学校                                 | 指揮：藤重佳久                                   |
| 九州支部                                         | 鹿児島県                                         | 鹿児島情報高等学校                               | 指揮：屋比久勲                                   |
| 関西支部                                         | 大阪府                                           | 大阪府立淀川工科高等学校                         | 指揮：丸谷明夫                                   |
| 東海支部                                         | 愛知県                                           | 光ヶ丘女子高等学校                               | 指揮：日野謙太郎                                 |
| 東京支部                                         | 東京都                                           | 駒澤大学高等学校                                 | 指揮：吉野信行                                   |
| 不出場団体                                       |                                                  |                                                  |                                                  |
| 北海道支部                                       | 旭川地区                                         | 北海道旭川商業高等学校                           |                                                  |
| 東北支部                                         | 福島県                                           | 福島県立磐城高等学校                             |                                                  |
| 西関東支部                                       | 埼玉県                                           | 埼玉栄高等学校                                   |                                                  |
| 東京支部                                         | 東京都                                           | 東京都立片倉高等学校                             |                                                  |
| 北陸支部                                         | 石川県                                           | 石川県立小松明峰高等学校                         |                                                  |
| 東海支部                                         | 愛知県                                           | 愛知工業大学名電高等学校                         |                                                  |
| 関西支部                                         | 大阪府                                           | 大阪桐蔭高等学校                                 |                                                  |
| 第61回（2013年） 会場：名古屋国際会議場 (愛知県) |                                                  |                                                  |                                                  |
| 東関東支部                                       | 千葉県                                           | 柏市立柏高等学校                                 | 指揮：石田修一                                   |
| 北海道支部                                       | 札幌地区                                         | 東海大学付属第四高等学校                         | 指揮：井田重芳                                   |
| 西関東支部                                       | 埼玉県                                           | 埼玉県立伊奈学園総合高等学校                     | 指揮：宇畑知樹                                   |
| 東関東支部                                       | 千葉県                                           | 千葉県立幕張総合高等学校                         | 指揮：佐藤博                                     |
| 東関東支部                                       | 千葉県                                           | 習志野市立習志野高等学校                         | 指揮：石津谷治法                                 |
| 西関東支部                                       | 埼玉県                                           | 埼玉栄高等学校                                   | 指揮：奥章                                       |
| 九州支部                                         | 福岡県                                           | 精華女子高等学校                                 | 指揮：藤重佳久                                   |
| 関西支部                                         | 大阪府                                           | 大阪府立淀川工科高等学校                         | 指揮：丸谷明夫                                   |
| 不出場団体                                       |                                                  |                                                  |                                                  |
| 東関東支部                                       | 茨城県                                           | 常総学院高等学校                                 |                                                  |
| 東京支部                                         | 東京都                                           | 東海大学付属高輪台高等学校                       |                                                  |
| 関西支部                                         | 大阪府                                           | 明浄学院高等学校                                 |                                                  |
| 中国支部                                         | 岡山県                                           | 岡山学芸館高等学校                               |                                                  |
| 四国支部                                         | 愛媛県                                           | 愛媛県立伊予高等学校                             |                                                  |
| 九州支部                                         | 熊本県                                           | 玉名女子高等学校                                 |                                                  |
| 第62回（2014年） 会場：名古屋国際会議場 (愛知県) |                                                  |                                                  |                                                  |
| 東関東支部                                       | 千葉県                                           | 柏市立柏高等学校                                 | 指揮：石田修一                                   |
| 東海支部                                         | 愛知県                                           | 愛知工業大学名電高等学校                         | 指揮：伊藤宏樹                                   |
| 北海道支部                                       | 札幌地区                                         | 東海大学付属第四高等学校                         | 指揮：井田重芳                                   |
| 九州支部                                         | 熊本県                                           | 玉名女子高等学校                                 | 指揮：米田真一                                   |
| 九州支部                                         | 福岡県                                           | 精華女子高等学校                                 | 指揮：藤重佳久                                   |
| 東関東支部                                       | 神奈川県                                         | 横浜創英中学校・高等学校                         | 指揮：常光誠治                                   |
| 関西支部                                         | 大阪府                                           | 大阪府立淀川工科高等学校                         | 指揮：丸谷明夫                                   |
| 東京支部                                         | 東京都                                           | 東京都立片倉高等学校                             | 指揮：馬場正英                                   |
| 第63回（2015年） 会場：名古屋国際会議場 (愛知県) |                                                  |                                                  |                                                  |
| 西関東支部                                       | 埼玉県                                           | 埼玉県立伊奈学園総合高等学校                     | 指揮：宇畑知樹                                   |
| 東北支部                                         | 福島県                                           | 福島県立磐城高等学校                             | 指揮：根本直人                                   |
| 九州支部                                         | 熊本県                                           | 玉名女子高等学校                                 | 指揮：米田真一                                   |
| 東関東支部                                       | 千葉県                                           | 習志野市立習志野高等学校                         | 指揮：石津谷治法                                 |
| 東関東支部                                       | 千葉県                                           | 柏市立柏高等学校                                 | 指揮：石田修一                                   |
| 西関東支部                                       | 埼玉県                                           | 埼玉栄高等学校                                   | 指揮：奥章                                       |
| 関西支部                                         | 大阪府                                           | 大阪府立淀川工科高等学校                         | 指揮：丸谷明夫                                   |
| 北海道支部                                       | 札幌地区                                         | 東海大学付属第四高等学校                         | 指揮：井田重芳                                   |
| 第64回（2016年） 会場：名古屋国際会議場 (愛知県) |                                                  |                                                  |                                                  |
| 関西支部                                         | 大阪府                                           | 大阪府立淀川工科高等学校                         | 指揮：丸谷明夫                                   |
| 九州支部                                         | 福岡県                                           | 精華女子高等学校                                 | 指揮：櫻内教昭                                   |
| 西関東支部                                       | 埼玉県                                           | 埼玉県立伊奈学園総合高等学校                     | 指揮：宇畑知樹                                   |
| 九州支部                                         | 福岡県                                           | 福岡工業大学附属城東高等学校                     | 指揮：武田邦彦                                   |
| 関西支部                                         | 大阪府                                           | 大阪桐蔭高等学校                                 | 指揮：梅田隆司                                   |
| 九州支部                                         | 熊本県                                           | 玉名女子高等学校                                 | 指揮：米田真一                                   |
| 北海道支部                                       | 札幌地区                                         | 東海大学付属札幌高等学校                         | 指揮：井田重芳                                   |
| 東関東支部                                       | 千葉県                                           | 柏市立柏高等学校                                 | 指揮：石田修一                                   |
| 第65回（2017年） 会場：名古屋国際会議場 (愛知県) |                                                  |                                                  |                                                  |
| 九州支部                                         | 熊本県                                           | 玉名女子高等学校                                 | 指揮：米田真一                                   |
| 東関東支部                                       | 千葉県                                           | 習志野市立習志野高等学校                         | 指揮：石津谷治法                                 |
| 北海道支部                                       | 札幌地区                                         | 東海大学付属札幌高等学校                         | 指揮：井田重芳                                   |
| 中国支部                                         | 岡山県                                           | 岡山学芸館高等学校                               | 指揮：中川重則                                   |
| 西関東支部                                       | 埼玉県                                           | 埼玉県立伊奈学園総合高等学校                     | 指揮：宇畑知樹                                   |
| 九州支部                                         | 福岡県                                           | 精華女子高等学校                                 | 指揮：櫻内教昭                                   |
| 東京支部                                         | 東京都                                           | 東海大学付属高輪台高等学校                       | 指揮：畠田貴生                                   |
| 関西支部                                         | 大阪府                                           | 大阪府立淀川工科高等学校                         | 指揮：丸谷明夫                                   |
| 東関東支部                                       | 千葉県                                           | 柏市立柏高等学校                                 | 指揮：石田修一                                   |
| 第66回（2018年） 会場：名古屋国際会議場 (愛知県) |                                                  |                                                  |                                                  |
| 東京支部                                         | 東京都                                           | 東海大学付属高輪台高等学校                       | 指揮：畠田貴生                                   |
| 関西支部                                         | 大阪府                                           | 大阪府立淀川工科高等学校                         | 指揮：丸谷明夫                                   |
| 中国支部                                         | 岡山県                                           | 岡山学芸館高等学校                               | 指揮：中川重則                                   |
| 九州支部                                         | 熊本県                                           | 玉名女子高等学校                                 | 指揮：米田真一                                   |
| 九州支部                                         | 福岡県                                           | 精華女子高等学校                                 | 指揮：櫻内教昭                                   |
| 九州支部                                         | 福岡県                                           | 福岡工業大学附属城東高等学校                     | 指揮：武田邦彦                                   |
| 東京支部                                         | 東京都                                           | 東海大学菅生高等学校                             | 指揮：加島貞夫                                   |
| 北海道支部                                       | 札幌地区                                         | 東海大学付属札幌高等学校                         | 指揮：井田重芳                                   |
| 西関東支部                                       | 埼玉県                                           | 埼玉栄高等学校                                   | 指揮：奥章                                       |
| 第67回（2019年） 会場：名古屋国際会議場 (愛知県) |                                                  |                                                  |                                                  |
| 九州支部                                         | 熊本県                                           | 玉名女子高等学校                                 | 指揮：米田真一                                   |
| 東京支部                                         | 東京都                                           | 東海大学菅生高等学校                             | 指揮：加島貞夫                                   |
| 西関東支部                                       | 埼玉県                                           | 埼玉栄高等学校                                   | 指揮：奥章                                       |
| 東京支部                                         | 東京都                                           | 東海大学付属高輪台高等学校                       | 指揮：畠田貴生                                   |
| 関西支部                                         | 大阪府                                           | 大阪府立淀川工科高等学校                         | 指揮：丸谷明夫                                   |
| 北海道支部                                       | 札幌地区                                         | 東海大学付属札幌高等学校                         | 指揮：井田重芳                                   |
| 中国支部                                         | 岡山県                                           | 岡山学芸館高等学校                               | 指揮：中川重則                                   |
| 東京支部                                         | 東京都                                           | 東京都立片倉高等学校                             | 指揮：馬場正英                                   |
| 第69回（2021年） 会場：名古屋国際会議場 (愛知県) |                                                  |                                                  |                                                  |
| 東関東支部                                       | 千葉県                                           | 柏市立柏高等学校                                 | 指揮：石田修一                                   |
| 九州支部                                         | 熊本県                                           | 玉名女子高等学校                                 | 指揮：米田真一                                   |
| 東関東支部                                       | 千葉県                                           | 習志野市立習志野高等学校                         | 指揮：織戸弘和                                   |
| 西関東支部                                       | 埼玉県                                           | 埼玉県立伊奈学園総合高等学校                     | 指揮：宇畑知樹                                   |
| 中国支部                                         | 岡山県                                           | 岡山学芸館高等学校                               | 指揮：中川重則                                   |
| 東京支部                                         | 東京都                                           | 東海大学菅生高等学校                             | 指揮：加島貞夫                                   |
| 関西支部                                         | 大阪府                                           | 大阪桐蔭高等学校                                 | 指揮：梅田隆司                                   |
| 東海支部                                         | 愛知県                                           | 光ヶ丘女子高等学校                               | 指揮：日野謙太郎                                 |
| 九州支部                                         | 福岡県                                           | 精華女子高等学校                                 | 指揮：櫻内教昭                                   |

### 第70回
| 第70回（2022年） 会場：名古屋国際会議場 (愛知県) | 第70回（2022年） 会場：名古屋国際会議場 (愛知県) | 第70回（2022年） 会場：名古屋国際会議場 (愛知県) | 第70回（2022年） 会場：名古屋国際会議場 (愛知県) |
| ------------------------------------------------ | ------------------------------------------------ | ------------------------------------------------ | ------------------------------------------------ |
| 東関東支部                                       | 千葉県                                           | 習志野市立習志野高等学校                         | 指揮：織戸弘和                                   |
| 西関東支部                                       | 埼玉県                                           | 埼玉栄高等学校                                   | 指揮：奥章                                       |
| 東京支部                                         | 東京都                                           | 東海大学付属高輪台高等学校                       | 指揮：畠田貴生                                   |
| 東海支部                                         | 愛知県                                           | 愛知工業大学名電高等学校                         | 指揮：伊藤宏樹                                   |
| 北海道支部                                       | 札幌地区                                         | 東海大学付属札幌高等学校                         | 指揮：井田重芳                                   |
| 九州支部                                         | 熊本県                                           | 玉名女子高等学校                                 | 指揮：米田真一                                   |
| 東京支部                                         | 東京都                                           | 東海大学菅生高等学校                             | 指揮：加島貞夫                                   |
| 中国支部                                         | 岡山県                                           | 岡山学芸館高等学校                               | 指揮：中川重則                                   |
| 第71回（2023年） 会場：名古屋国際会議場 (愛知県) |                                                  |                                                  |                                                  |
| 東京支部                                         | 東京都                                           | 東海大学付属高輪台高等学校                       | 指揮：畠田貴生                                   |
| 関西支部                                         | 大阪府                                           | 大阪桐蔭高等学校                                 | 指揮：梅田隆司                                   |
| 九州支部                                         | 熊本県                                           | 玉名女子高等学校                                 | 指揮：米田真一                                   |
| 東関東支部                                       | 千葉県                                           | 柏市立柏高等学校                                 | 指揮：緑川裕                                     |
| 西関東支部                                       | 埼玉県                                           | 春日部共栄高等学校                               | 指揮：織戸祥子                                   |
| 東京支部                                         | 東京都                                           | 東海大学菅生高等学校                             | 指揮：加島貞夫                                   |
| 東関東支部                                       | 千葉県                                           | 千葉県立幕張総合高等学校                         | 指揮：伊藤巧真                                   |
| 中国支部                                         | 岡山県                                           | 岡山学芸館高等学校                               | 指揮：中川重則                                   |
| 九州支部                                         | 福岡県                                           | 精華女子高等学校                                 | 指揮：櫻内教昭                                   |
| 第72回（2024年） 会場：宇都宮市文化会館 (栃木県) |                                                  |                                                  |                                                  |
| 西関東支部                                       | 埼玉県                                           | 埼玉県立伊奈学園総合高等学校                     | 指揮：宇畑知樹                                   |
| 九州支部                                         | 福岡県                                           | 精華女子高等学校                                 | 指揮：櫻内教昭                                   |
| 東関東支部                                       | 千葉県                                           | 千葉県立幕張総合高等学校                         | 指揮：伊藤巧真                                   |
| 関西支部                                         | 大阪府                                           | 大阪桐蔭高等学校                                 | 指揮：梅田隆司                                   |
| 中国支部                                         | 岡山県                                           | 岡山学芸館高等学校                               | 指揮：中川重則                                   |
| 東京支部                                         | 東京都                                           | 八王子学園八王子高等学校                         | 指揮：高梨晃                                     |
| 西関東支部                                       | 埼玉県                                           | 春日部共栄高等学校                               | 指揮：織戸祥子                                   |
| 九州支部                                         | 熊本県                                           | 玉名女子高等学校                                 | 指揮：米田真一                                   |
| 東関東支部                                       | 千葉県                                           | 習志野市立習志野高等学校                         | 指揮：織戸弘和                                   |
| 東京支部                                         | 東京都                                           | 東海大学付属高輪台高等学校                       | 指揮：畠田貴生                                   |
| 北海道支部                                       | 札幌地区                                         | 東海大学付属札幌高等学校                         | 指揮：井田重芳                                   |
| 西関東支部                                       | 埼玉県                                           | 埼玉栄高等学校                                   | 指揮：金井良弘                                   |